# Andrezinho (Fußballspieler, 1981)
André Ricardo Soares (* 9. Oktober 1981 in Mineiros, Goiás), auch bekannt als Andrézinho, ist ein ehemaliger brasilianischer Profi-Fußballspieler, der zuletzt beim brasilianische Klub Anápolis FC unter Vertrag stand und im Mai 2013 seine aktive Karriere beendete.

## Karriere
Nachdem er in seinem Land in sechs Jahren für fünf verschiedene Teams gespielt hatte, wechselte er 2007 nach Portugal zu Vitória Guimarães, nachdem diese kurz zuvor aufgestiegen waren. In der Saison gelang ihm mit dem Club den Einzug in die UEFA Champions League 2008/09-Qualifikation. Er fehlte nur bei einem Spiel.
Im Juli 2010 wechselte er zum 1. FC Köln, wo er einen Zweijahresvertrag unterschrieb. Sein Bundesliga-Debüt absolvierte er am dritten Spieltag gegen den FC St. Pauli, insgesamt kam er in dieser Saison auf acht Einsätze. Im April 2012 zog sich Andrézinho im Mannschaftstraining einen Kreuzbandriss zu.
Am Ende der Saison 2011/12, nach dem Abstieg der Rheinländer, wurde Andrézinhos auslaufender Vertrag nicht verlängert und er war seitdem vereinslos. Im März 2013 wechselte er zurück in seine Heimat Brasilien zum Anápolis FC, wo er bis zu seinem Karriereende im Mai 2013 blieb.